# Kool & Deadly
Albums de Just-Ice
Back to the Old School
(1986) The Desolate One
(1989)
Kool & Deadly ou Kool & Deadly (Justicizms) est le deuxième album studio de Just-Ice, sorti en 1987.
L'album s'est classé 14e au Top R&B/Hip-Hop Albums.
En 1998, le magazine The Source l'a intégré dans sa liste des « 100 meilleurs albums de rap ».

## Liste des titres
| No | Titre                              | Contient un (des) sample(s) de                                    | Durée |
| -- | ---------------------------------- | ----------------------------------------------------------------- | ----- |
| 1. | Going Way Back (featuring KRS-One) | Uphill Peace of Mind de Kid Dynamite Willie Chase de J.J. Johnson | 5:01  |
| 2. | The Original Gangster of Hip Hop   | Music, Harmony and Rhythm des Brooklyn Dreams                     | 5:28  |
| 3. | Freedom of Speech                  | Down on the Avenue du Fat Larry's Band                            | 4:55  |
| 4. | Moshitup (featuring KRS-One)       |                                                                   | 4:58  |
| 5. | Kool & Deadly                      | God Make Me Funky des Headhunters featuring The Pointer Sisters   | 6:32  |
| 6. | On the Strength                    |                                                                   | 4:32  |
| 7. | Lyric Licking                      |                                                                   | 3:30  |
| 8. | Booga Bandit Bitch                 |                                                                   | 5:53  |

| 9. | Freedom of Speech '88 (12" Single Edit) | 5:12 |